# Liste du patrimoine immobilier classé de Gesves
Cette page regroupe l'ensemble du patrimoine immobilier classé de la ville belge de Gesves.
| Objet | Année de construction / Architecte | Adresse           | Section communale | Coordonnées                      | Numéro d’inventaire | Illustration |
| --- | ---------------------------------- | ----------------- | ----------------- | -------------------------------- | ------------------- | --- |
| Le porche d'entrée de l'ancienne Abbaye de Grandpré |                                    |                   | Grandpré          | 50° 25′ 07″ nord, 5° 01′ 02″ est | 92054-CLT-0001-01   | Le porche d'entrée de l'ancienne Abbaye de Grandpré |
| L'église Notre-Dame du Mont Carmel |                                    |                   |                   | 50° 27′ 02″ nord, 5° 03′ 26″ est | 92054-CLT-0003-01   | Image manquanteTéléverser |
| La Chapelle de Mont-Sainte-Marie, | XIe et XVIe siècles                | Mozet             | Mont-Sainte-Marie | 50° 25′ 46″ nord, 4° 58′ 45″ est | 92054-CLT-0004-01   | La Chapelle de Mont-Sainte-Marie, |
| La tour de la ferme Marchand, dite Tour du Royer, Rue de Loyers, n°4                                                                                   |                                    | Rue de Loyers n°4 | Mozet             | 50° 26′ 27″ nord, 4° 59′ 07″ est | 92054-CLT-0007-01   | La tour de la ferme Marchand, dite Tour du Royer, Rue de Loyers, n°4                                                                                   |
| Les façades et les toitures des bâtiments de la ferme de l'Abbaye de Grandpré (M) et ensemble formé par ces bâtiments et les terrains environnants (S) |                                    |                   |                   | 50° 25′ 06″ nord, 5° 01′ 03″ est | 92054-CLT-0008-01   | Les façades et les toitures des bâtiments de la ferme de l'Abbaye de Grandpré (M) et ensemble formé par ces bâtiments et les terrains environnants (S) |
| Les façades et les toitures de l'ancien moulin de l'Abbaye de Grandpré (M) et ensemble formé par ce moulin et ses abords (S)                           |                                    |                   | Grandpré          | 50° 25′ 08″ nord, 5° 01′ 04″ est | 92054-CLT-0009-01   | Les façades et les toitures de l'ancien moulin de l'Abbaye de Grandpré (M) et ensemble formé par ce moulin et ses abords (S)                           |
| Rochers de Roquimont |                                    |                   |                   | 50° 25′ 42″ nord, 4° 59′ 10″ est | 92054-CLT-0010-01   | Image manquanteTéléverser |
| Ensemble formé par les rochers dits Les demoiselles au hameau des Forges dans la vallée du Samson (+ ANDENNE/Thon)                                     |                                    |                   | Forges            | 50° 27′ 08″ nord, 5° 00′ 48″ est | 92054-CLT-0011-01   | Image manquanteTéléverser |
| Rochers de Goyet |                                    |                   | Goyet             | 50° 26′ 41″ nord, 5° 00′ 05″ est | 92054-CLT-0012-01   | Image manquanteTéléverser |
| Ensemble formé par l'église Notre-Dame du Mont Carmel et les terrains environnants                                                                     |                                    |                   |                   | 50° 27′ 02″ nord, 5° 03′ 24″ est | 92054-CLT-0013-01   | Image manquanteTéléverser |
| Château de Haltinne (M) et ensemble formé par cet édifice et les terrains environnants (S)                                                             |                                    |                   | Haltinne          | 50° 27′ 05″ nord, 5° 04′ 43″ est | 92054-CLT-0014-01   | Château de Haltinne (M) et ensemble formé par cet édifice et les terrains environnants (S)                                                             |
| Une partie du canal du Samson passant sous les bâtiments de l'Abbaye de Grandpré                                                                       |                                    |                   | Grandpré          | 50° 25′ 08″ nord, 5° 01′ 03″ est | 92054-CLT-0015-01   | Image manquanteTéléverser |
| Une partie du village de Mozet |                                    |                   | Mozet             | 50° 26′ 35″ nord, 4° 59′ 18″ est | 92054-CLT-0016-01   | Une partie du village de Mozet |
| Les façades, toitures et douves en ce compris l'escalier d'honneur du Château de Haltinne                                                              |                                    |                   | Haltinne          | 50° 27′ 05″ nord, 5° 04′ 43″ est | 92054-PEX-0001-01   | Les façades, toitures et douves en ce compris l'escalier d'honneur du Château de Haltinne                                                              |